# Cục Khoa học, Chiến lược và Lịch sử Công an
Cục Khoa học, Chiến lược và Lịch sử Công an (V04) trực thuộc Bộ Công an Việt Nam là cơ quan đầu ngành giúp Bộ trưởng trong nghiên cứu khoa học và tổng kết các mặt công tác Công an, phục vụ yêu cầu chiến đấu bảo vệ an ninh, trật tự (ANTT) và lưu trữ, trưng bày các nội dung liên quan đến hoạt động của ngành để nâng cao trình độ lý luận, năng lực nghiệp vụ của cán bộ, chiến sĩ.

## Quá trình phát triển
Ngày 6-1-1974, Bộ trưởng Bộ Công an Trần Quốc Hoàn ký Quyết định số 18-CA/QĐ thành lập Viện Nghiên cứu Khoa học Công an.
Năm 1981, viện đổi tên thành Viện Khoa học Công an.
Năm 1988, đổi tên gọi thành Vụ Khoa học và Kỹ thuật.
Năm 1989, đổi tên gọi thành Cục Khoa học và Kỹ thuật.
Năm 1992, đổi tên gọi thành Viện Khoa học Công an.
Năm 2003, đổi tên thành Viện Chiến lược và Khoa học Công an.
Theo Nghị định số 01/NĐ-CP ngày 6 tháng 8 năm 2018 quy định về chức năng, nhiệm vụ, quyền hạn và cơ cấu tổ chức bộ máy của Bộ Công an. Cục Khoa học, Chiến lược và Lịch sử Công an được thành lập trên cơ sở hợp nhất 4 đơn vị gồm: Viện Chiến lược và Khoa học Công an; Cục Quản lý khoa học công nghệ và môi trường; Tạp chí Công an nhân dân; Viện Lịch sử Công an.

## Lãnh đạo hiện nay
- Cục trưởng: Trung tướng, PGS.Tiến sĩ Trần Vi Dân

- Phó Cục trưởng:
- Thiếu tướng Mã Duy Quân
- Thiếu tướng Hoàng Văn Toàn
- Thiếu tướng Đào Ngọc Dinh
- Đại tá, Tiến sĩ Hoàng Xuân Tú
- Đại tá, Tiến sĩ Phan Thanh Long
- Đại tá, Tiến sĩ Trần Vinh Quang
- Đại tá, Tiến sĩ Đỗ Văn Hoan kiêm Viện trưởng Viện Lý luận Công an, Ủy viên Thư ký Hội đồng Lý luận Bộ Công an[3]
- Đại tá Nguyễn Quang Thắng

## Tổ chức
- Ban Nghiên cứu chiến lược về trật tự, an toàn xã hội[4]
- Ban Nghiên cứu chiến lược về xây dựng lực lượng Công an nhân dân
- Viện Lịch sử Công an[5]
- Viện Lý luận Công an[6]
- Tạp chí Công an nhân dân

## Khen thưởng
- Huân chương Độc lập hạng Ba
- Huân chương Quân công hạng Nhất, Ba
- Huân chương Bảo vệ Tổ quốc các hạng Nhất, Nhì, Ba

## Cục trưởng qua các thời kỳ
- Trung tướng, Phó Giáo sư, Tiến sĩ Trần Minh Thư, nguyên Viện trưởng Viện Chiến lược & Khoa học[7]
- Trung tướng, Tiến sĩ Đỗ Lê Chi, nguyên Viện trưởng B35, Tổng cục V
- Trung tướng, PGS. Tiến sĩ Trần Vi Dân, nguyên Giám đốc Học viện Chính trị Công an nhân dân

## Hôị đồng Lý luận Bộ Công an
Ngày 11 tháng 4 năm 2012, Bộ trưởng Bộ Công an đã ký, ban hành Quyết định số 1599/QĐ-BCA về việc thành lập Hội đồng Lý luận Bộ Công an (Hội đồng), cơ quan tư vấn cho Đảng ủy Công an Trung ương và lãnh đạo Bộ Công an về các vấn đề lý luận Công an nhân dân (CAND). 
Hội đồng có nhiệm vụ tham mưu cho Đảng ủy Công an Trung ương và lãnh đạo Bộ Công an về công tác xây dựng, bổ sung, hoàn thiện, phát triển và thống nhất hệ thống lý luận CAND; tổ chức nghiên cứu, thẩm định những vấn đề lý luận mới nảy sinh từ thực tiễn cuộc đấu tranh bảo vệ an ninh quốc gia, bảo đảm trật tự, an toàn xã hội và thực tiễn công tác xây dựng lực lượng CAND; tham gia tổng kết các chuyên đề nghiệp vụ của Công an các đơn vị, địa phương nhằm bổ sung, hoàn thiện, phát triển lý luận; thực hiện hợp tác quốc tế về các vấn đề có liên quan đến lý luận CAND.
Hội đồng được tổ chức thành nhiều tiểu ban, bao gồm:
- Tiểu ban Lý luận chung
- Tiểu ban Lý luận về bảo vệ an ninh quốc gia
- Tiểu ban Lý luận về bảo đảm trật tự, an toàn xã hội
- Tiểu ban Lý luận về xây dựng lực lượng CAND và pháp luật bảo vệ an ninh trật tự

Cục V04 là cơ quan thường trực của Hội đồng.